# Myopsyche pallidicincta
Myopsyche pallidicincta là một loài bướm đêm thuộc phân họ Arctiinae, họ Erebidae.